# 車山気象レーダー観測所

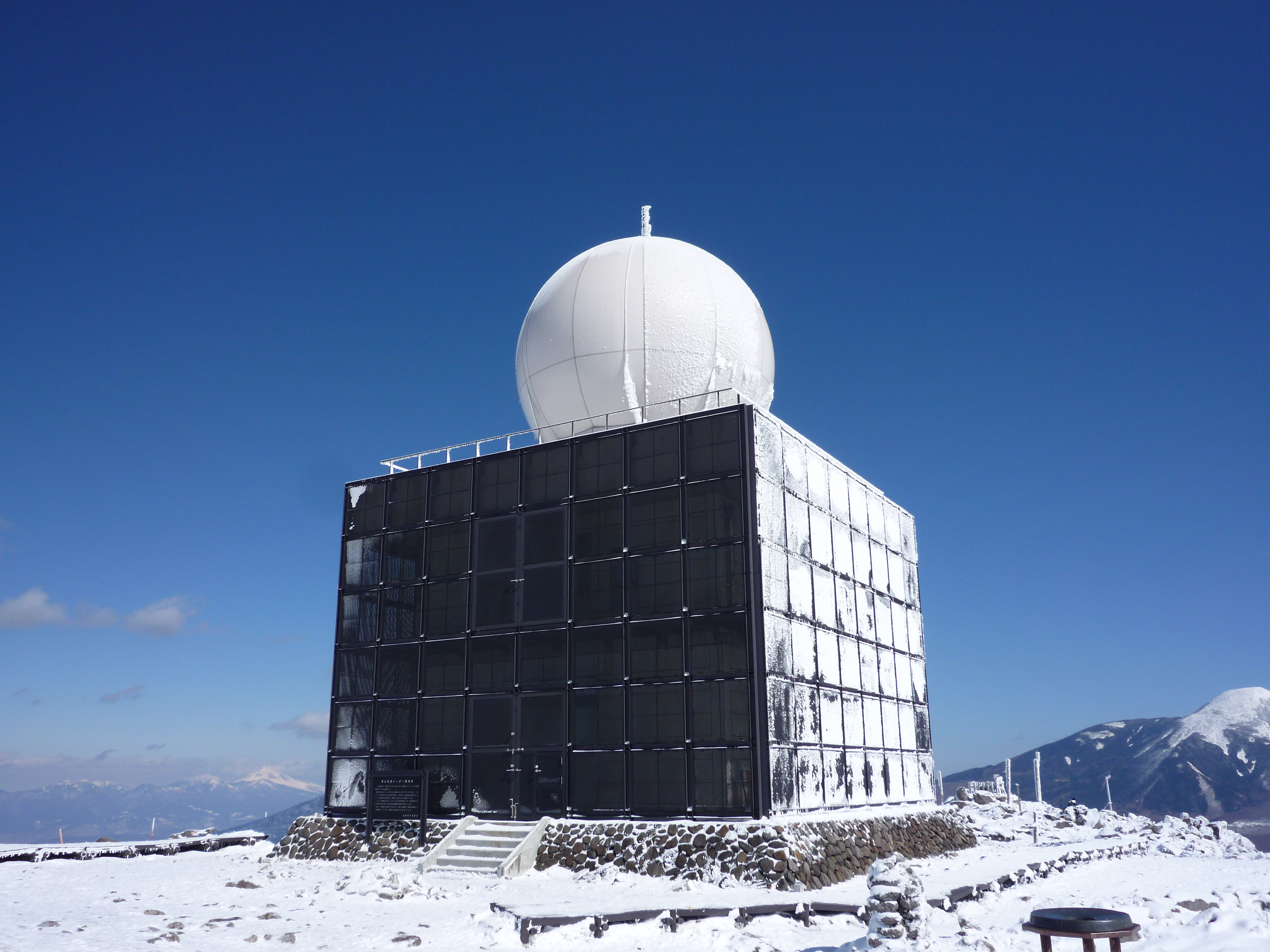
冬の車山気象レーダー観測所

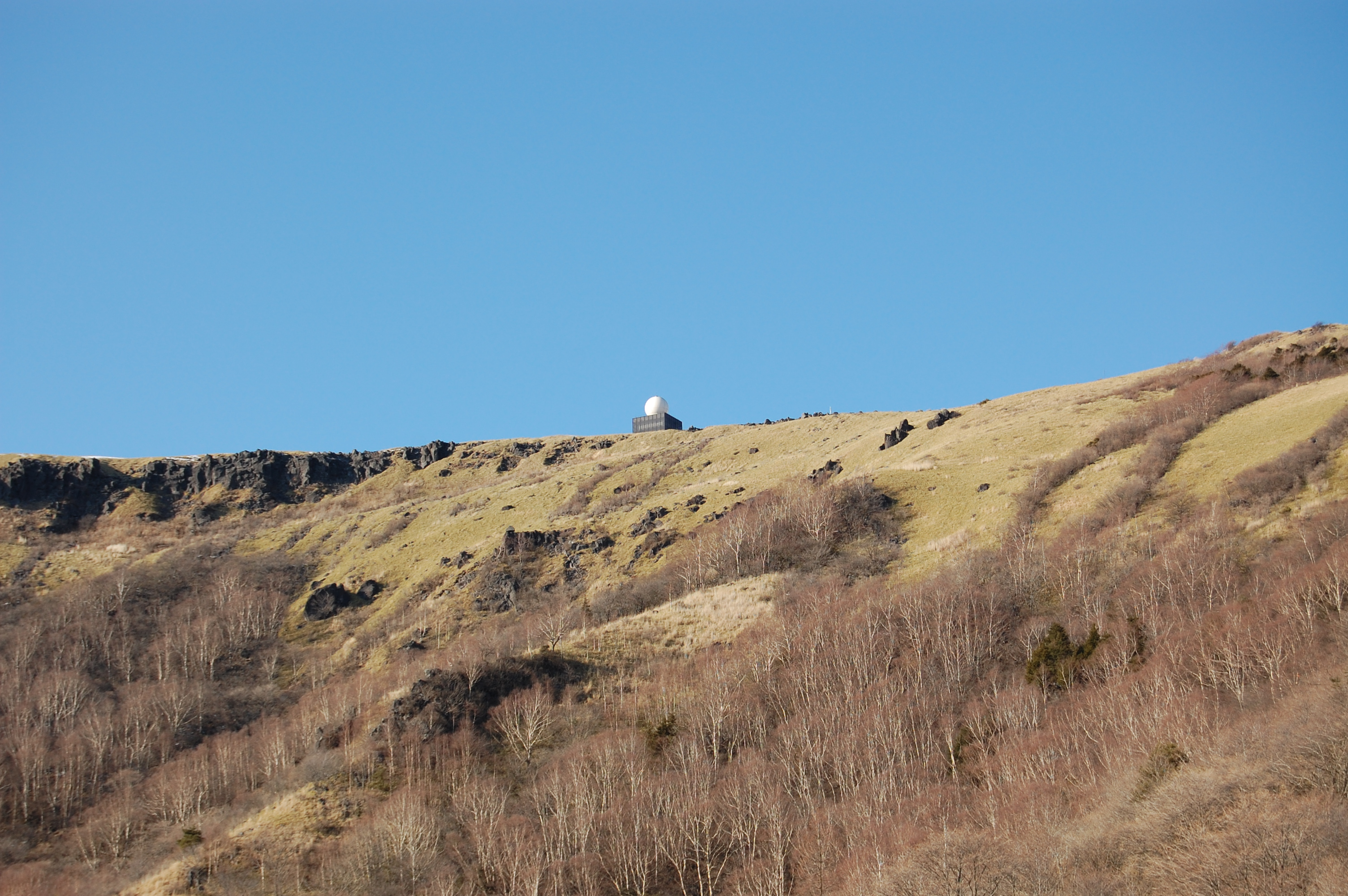
遠景

車山気象レーダー観測所（くるまやまきしょうレーダーかんそくじょ、通称「長野レーダー」）は、長野県茅野市の車山にある、気象庁所管の気象レーダー観測施設。観測所地点名は「長野」。

## 解説
富士山レーダーが老朽化し、また気象衛星の打ち上げにより富士山頂にレーダーを維持する必要性が薄れたことに伴い、静岡県菊川市の牧之原気象レーダー観測所（静岡レーダー）と共に同レーダーの後継として設置された。普段は無人で、東京管区気象台長野地方気象台から遠隔で制御・監視が行われている。
アンテナの海抜高度は1,937.1メートル（地上高12.4メートル）と、運用中の気象庁のレーダーとしては最も標高の高い位置にある。周波数は5320.0MHz。建物上部にある球形のドーム内に収容されている、直径4メートルのパラボラアンテナを回転させて観測を行っている。

## 歴史
- 1999年（平成11年）11月1日 午前10時[要出典] ‐ 運用開始[1]。
- 2012年（平成24年）11月15日 15時 ドップラー・レーダー化更新工事終了、運用開始[4]。